# Ciamuria
Ciamuria (in albanese Çamëria, in greco Τσαμουριά?, Tsamouriá) è il nome utilizzato per lo più dagli albanesi che ci vivono, per indicare la regione costiera dell'Epiro, oggi tra l'Albania meridionale e prevalentemente nell'attuale Grecia settentrionale.
La maggior parte della Ciamuria è divisa oggi tra l'estremità meridionale dell'Albania (distretto di Sarandë), le prefetture greche di Thesprotia e Preveza, e alcuni villaggi nella parte occidentale della prefettura di Ioannina (considerata capitale dell'Albania irredentistica antiturca nel 1897). 
Nell'antichità abitata da illiri, fu colonizzata e dominata nei secoli da vari imperi e diverse popolazioni, pur rimanendo abitata da protoalbanesi. Ciamuria era il termine di uso comune degli albanesi durante il dominio ottomano.
L'etimologia è incerta. Deriva probabilmente dal nome del fiume in albanese Çam (grecizzato in Thiamis) e soprannominato dopo il 1913 in greco  Kalamas.
Il toponimo è stato utilizzato anche in lingua greca dal XVIII fino alla metà del XX secolo e si trova anche nella letteratura greca. Oggi è obsoleto in greco, ed è utilizzato soprattutto dagli albanesi in quanto è associato con la minoranza albanese çamë ciamuriota. Il termine è in disuso a causa in parte alla sua connotazione irredentista albanese dalla Grecia moderna e poiché i toponimi Epiro e il greco Thesprotia sono ben radicati nella cultura neoellenica.
Il territorio è stato caratterizzato dalla presenza della popolazione albanese di fede musulmana e cristiano-ortodossa, che se pur autoctona e in totale maggioranza, è passata ad esser culturalmente in lentamente minoranza con l'annessione del 1913 alla Grecia moderna, dopo le Guerre balcaniche. Immediatamente dopo questa data, dal 7 marzo 1913 fino al 1922, gli albanesi, specialmente quelli di fede musulmana, con l'accusa d'essere d'etnia "turca", furono espulsi nello scambio di popolazioni tra Grecia e Turchia, senza mai più farne ritorno. 
Nell'agosto 1945, fino al 1949, con l'accusa d'esser "collaboratori degli italiani fascisti", lo Stato greco ha attuato sistematicamente un genocidio fisico e culturale di tutta la popolazione locale, dai bambini alle donne e agli anziani, con una vera e propria pulizia etnica. Molti albanesi dovettero abbandonare da esuli, verso il moderno confine albanese, la propria casa. Nel settembre 1945 il Congresso della minoranza albanese della Grecia adottò una risoluzione che inviò alla Conferenza dei Ministri degli Esteri degli Stati alleati. Ancora oggi questo triste capitolo della storia albanese, sconosciuto ai più dell'opinione pubblica internazionale, rimane un caso politico e sociale aperto fra i due stati; e a causa della politica interna greca che offusca e/o a tiene fermamente nascosto l'argomento, viene mantenuta ufficialmente lo stato di belligeranza con l'Albania dal secondo conflitto mondiale.

## Geografia

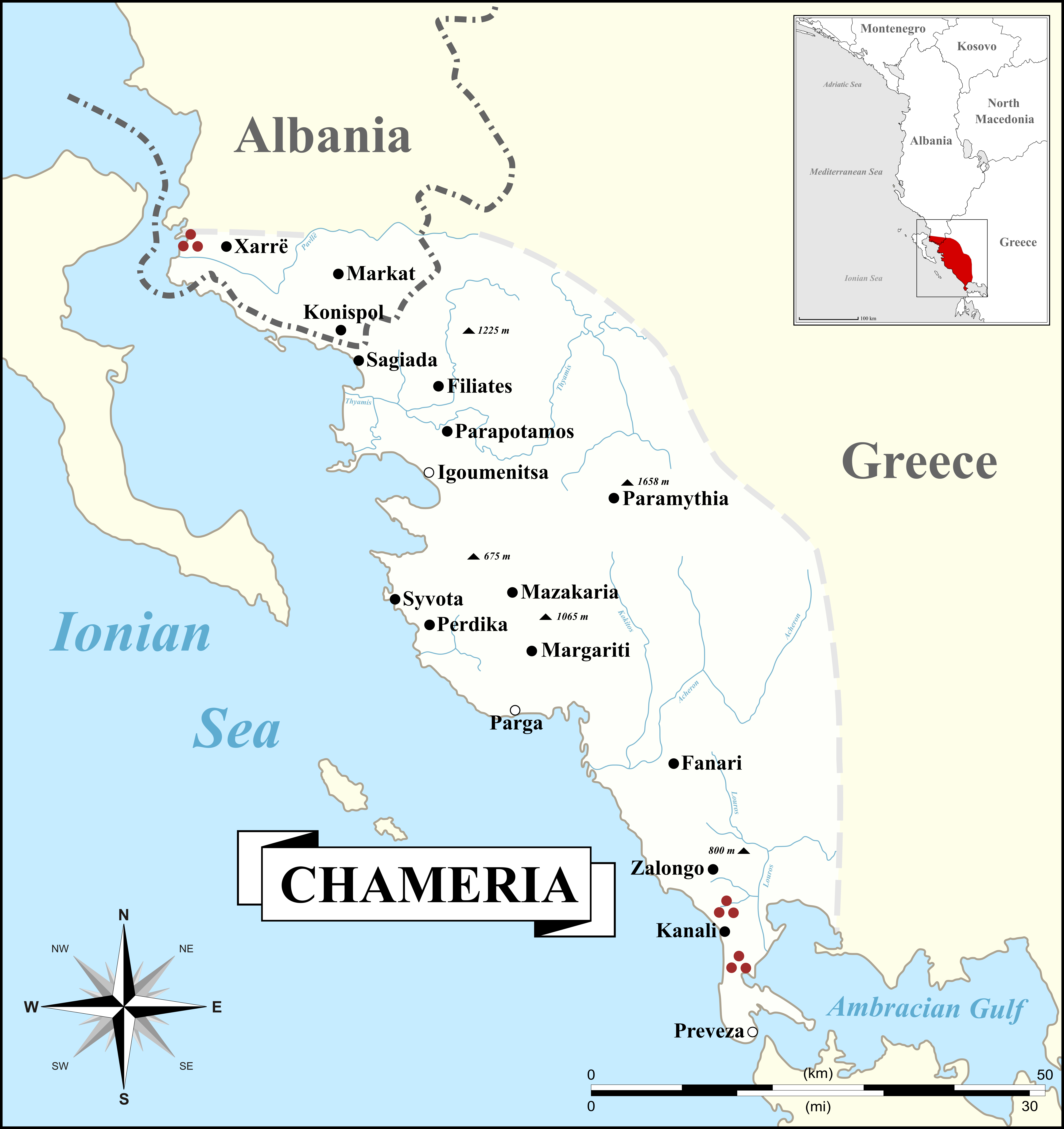
Collocazione della Ciamuria oggi
tra Albania e Grecia

La regione è prevalentemente montuosa, con valli e colline concentrate nella parte meridionale, mentre i terreni agricoli sono nella parte settentrionale.
Ci sono cinque fiumi della regione: Pavla (Pavllë) nel nord, l'unico in territorio albanese, Thyamis (Çam), detto anche Glykys o Kalamas, Louros (Llur), Acheronte (Gliqi o Frar) e Arachthos (Llum i Nartës)

## Demografia
Sin dal Medioevo, la popolazione della Ciamuria era etnicamente mista e complessa, con il sovrapporsi delle identità albanese e greca, oltre che di diversi altri gruppi minoritari.
Le informazioni sulla composizione etnica della regione nel corso dei secoli sono quasi completamente assenti, con la forte probabilità che non si adattasse ai "modelli nazionali" standard, come voluto dai movimenti rivoluzionari nazionalisti del XIX secolo.
Nei censimenti greci, i musulmani della regione venivano contati come albanesi. Secondo il censimento greco del 1913, 25 000 musulmani albanofoni vivevano all'epoca nella regione di Ciamuria che era albanese come lingua madre, su una popolazione totale di circa 60.000, mentre nel 1923 c'erano 20.319 ciamurioti musulmani. Nel censimento greco del 1928, c'erano 17.008 musulmani albanofoni.
L'unico censimento ad aver contato la popolazione ortodossa di etnia albanese della regione è stato il censimento italiano fascista del 1941,inaffidabile a fini storici. Tale censimento rilevava che nella regione vivevano 54.000 albanesi, di cui 26.000 ortodossi e 28.000 musulmani, e 20.000 greci. Dopo la guerra, secondo i censimenti greci che includevano i gruppi etnico-linguistici, i ciamurioti musulmani erano 113 nel 1947 e 127 nel 1951.
Con l'eccezione della parte di Ciamuria che giace in Albania, l'area che comprende la Ciamuria è oggi abitata soprattutto da greci a causa della repressione ed espulsione dei ciamurioti dopo la seconda guerra mondiale e la conseguente assimilazione dei ciamurioti rimanenti. Il numero esatto di persone di etnia albanese ancora residenti nella regione della Ciamuria è incerta, dal momento che il governo greco non include categorie etniche e linguistiche in nessun censimento. Secondo l'autore filoalbanese Miranda Vickers, i ciamurioti ortodossi oggi sono circa 40.000. La lingua albanese è ancora parlata da una minoranza di abitanti di Igoumenitsa. Secondo Ethnologue, la lingua albanese è parlata come lingua madre da circa 10.000 albanesi dell'Epiro e nel villaggio di Lechovo, a Florina. Secondo un sondaggio condotto nel 1994, la lingua albanese nella regione sta aumentando velocemente, perché riceve molti tipi di incoraggiamento dagli albanesi immigrati in Grecia dopo gli anni 90 (la Grecia non ha firmato né ratificato la Carta europea delle lingue regionali o minoritarie; lo stesso non ha fatto l'Albania).
Negli anni novanta i discendenti dei ciamurioti espulsi hanno rivendicato diritti sul possesso dei beni lasciati in Grecia e hanno manifestato la volontà di tornare nei territori d'origine. Il 10 gennaio 1991 venne fondata la National Political Association "Çamëria" (in albanese: Shoqëria Politike Atdhetare "Çamëria"), un'associazione che auspica il ritorno dei ciamurioti in Grecia e che rivendica il risarcimento dei beni lasciati nella regione. Tutte le rivendicazioni avanzate dai ciamurioti sono state respinte dal governo greco poiché accusati di aver collaborato con gli occupanti nazifascisti durante la seconda guerra mondiale.

## Storia

### Medioevo

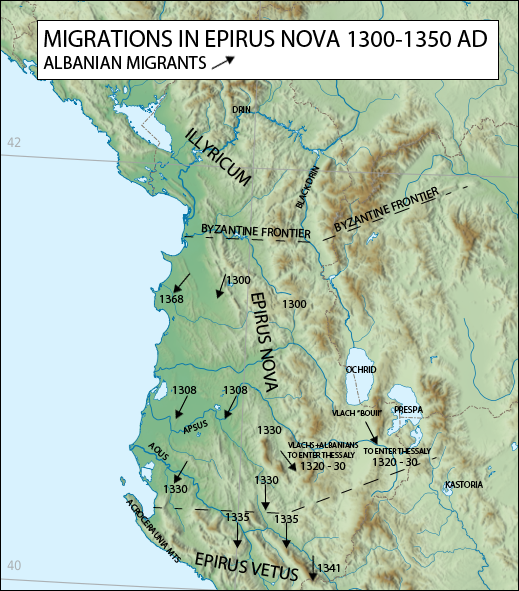
I movimenti della popolazione albanese in Epiro nel corso del XIV secolo

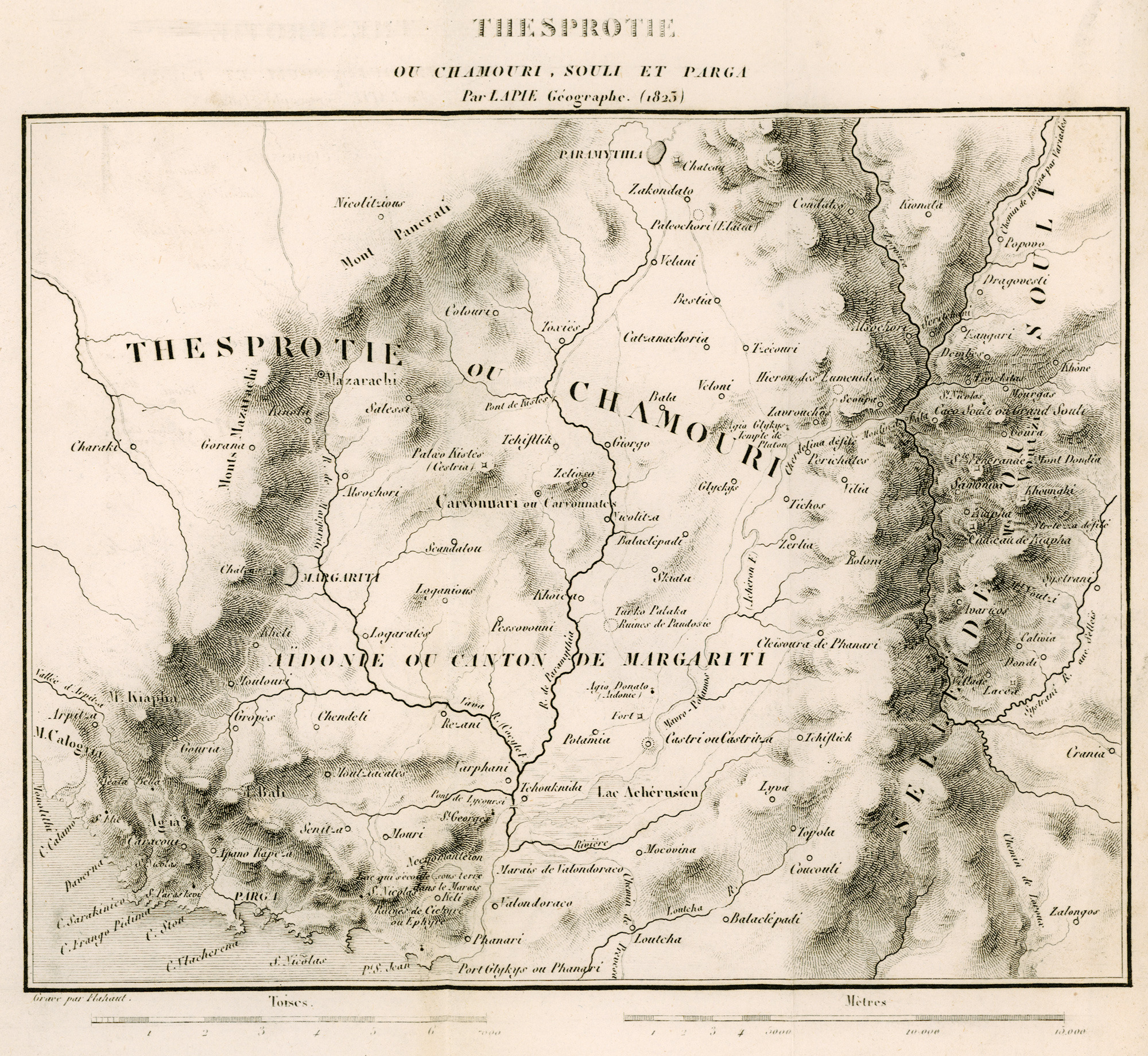
Mappa di "Thesprotia o Chamouri", Souli e Parga, di F. Pouqueville (1826)

Nel Medioevo la regione era sotto la giurisdizione dell'Impero Romano e poi bizantino. Nel 1205 Michele Comneno Doukas, cugino degli imperatori bizantini Isacco II e Alessio III, fonda il Despotato d'Epiro, che governa la regione fino al XV secolo. Vagenetia, come l'intero Epiro veniva chiamato, divenne ben presto rifugio per molti profughi greci da Costantinopoli, Tessaglia, e Peloponneso, fuggitivi dall'Impero Latino seguito alla quarta crociata.
Il più antico riferimento agli albanesi in Epiro proviene da un documento veneziano del 1210, in cui si afferma che “il continente di fronte all'isola di Corfù è abitato da albanesi”.

Durante questo periodo sono documentate le prime migrazioni di albanesi e aromuni nella regione Nel 1340, approfittando della Guerra civile bizantina (1341-1347) il re medievale serbo Stefano Uroš IV Dušan conquista l'Epiro e lo incorpora nel suo Impero serbo. Durante questo periodo, due Stati albanesi si formano nella regione. Nell'estate del 1358, Niceforo II Orsini, l'ultimo despota dell'Epiro della dinastia Orsini, fu sconfitto in battaglia contro i capi albanesi. A seguito dell'approvazione dello zar serbo, questi capi istituirono due nuovi stati nella regione, il Despotato di Arta e Principato di Argirocastro. Dissenso interno e conflitti successivi con i loro vicini, tra cui il crescente potere dei turchi ottomani, portò alla caduta di questi principati albanesi nelle mani della famiglia Tocco, conti di Cefalonia. I Tocco a loro volta, a poco a poco li persero a favore degli Ottomani, che conquistarono Ioannina nel 1430, Arta nel 1449, Angelocastro nel 1460, e infine Vonitsa nel 1479.

### Dominio ottomano

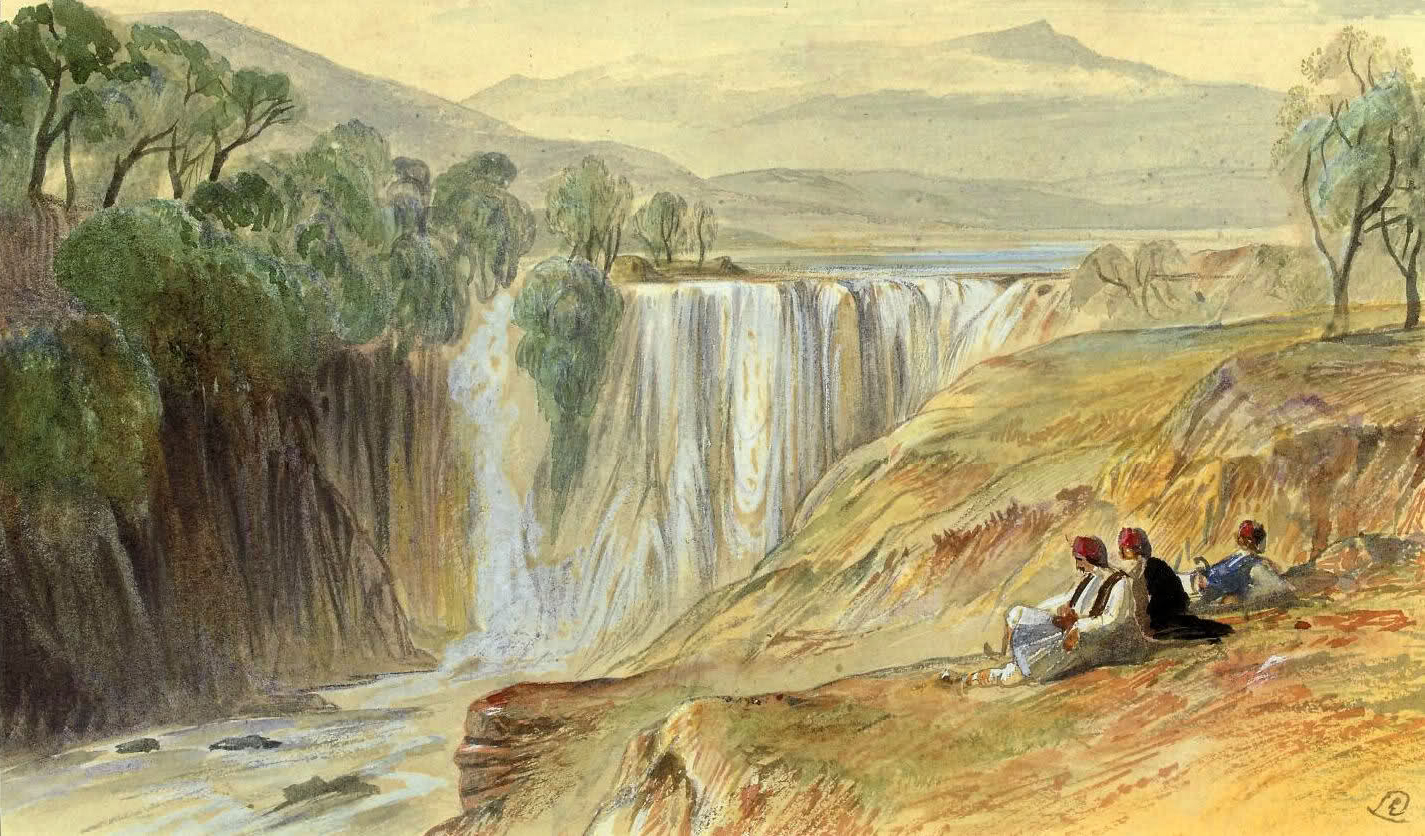
Le cascate del fiume Çam o Thyamis di Edward Lear, 1851. Matita e acquerello su carta, 16,50 × 26,00 cm

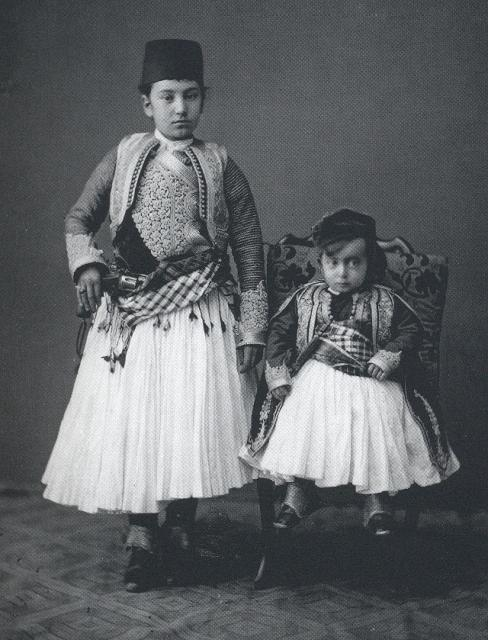
Giovanissimi albanesi in abiti tradizionali ("fustanella")

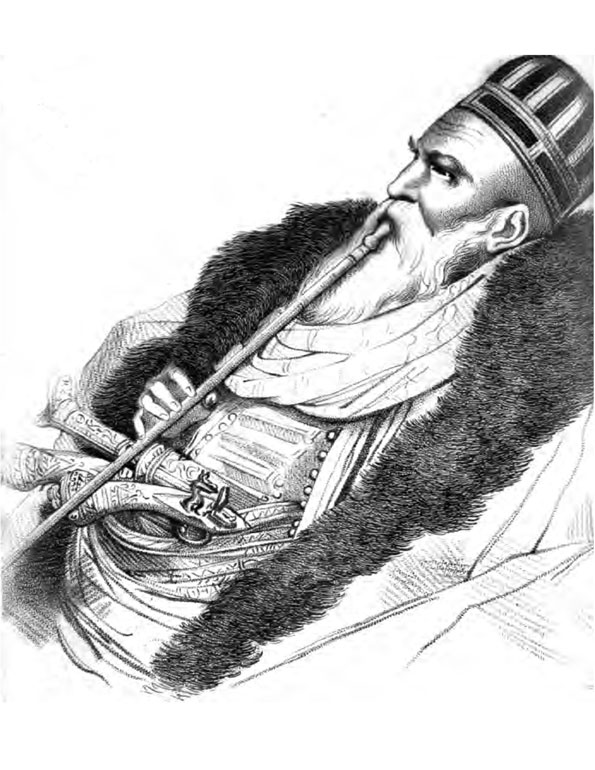
Alì Pascià di Tepeleni, politico e militare albanese epirota

Durante il dominio ottomano, la regione fu sotto il vilayet (poi pascialato) di Ioannina. Durante questo periodo, la regione era conosciuta come distretto di Ciamuria (scritto anche Chameria, Tsamouria, Tzamouria).
Nel XVIII secolo, con la diminuzione del potere degli Ottomani, la regione passò sotto lo Stato semi-indipendente di Ali Pascià di Tepelena, un condottiero albanese che divenne il governatore provinciale di Ioannina nel 1788. Ali Pascià avviò campagne per sottomettere la confederazione dei coloni Souli, incontrando una feroce resistenza dei guerrieri Soulioti. Dopo numerosi tentativi falliti per sconfiggere i Soulioti, le sue truppe riuscirono a conquistare la zona nel 1803.
Dopo la caduta del pascialato, la regione rimase sotto il controllo dell'Impero ottomano, mentre la Grecia e l'Albania dichiararono che il loro obiettivo era quello di includere nei loro stati tutta la regione dell'Epiro, compresi Thesprotia o Ciamuria.
Infine, a seguito delle Guerre balcaniche, l'Epiro fu diviso nel 1913, nel trattato di Londra, e la regione passò sotto il controllo del Regno di Grecia, mentre solo una piccola parte viene integrato nel nuovo Stato indipendente di Albania.

### Dalla conferenza di Londra all'annessione della Grecia

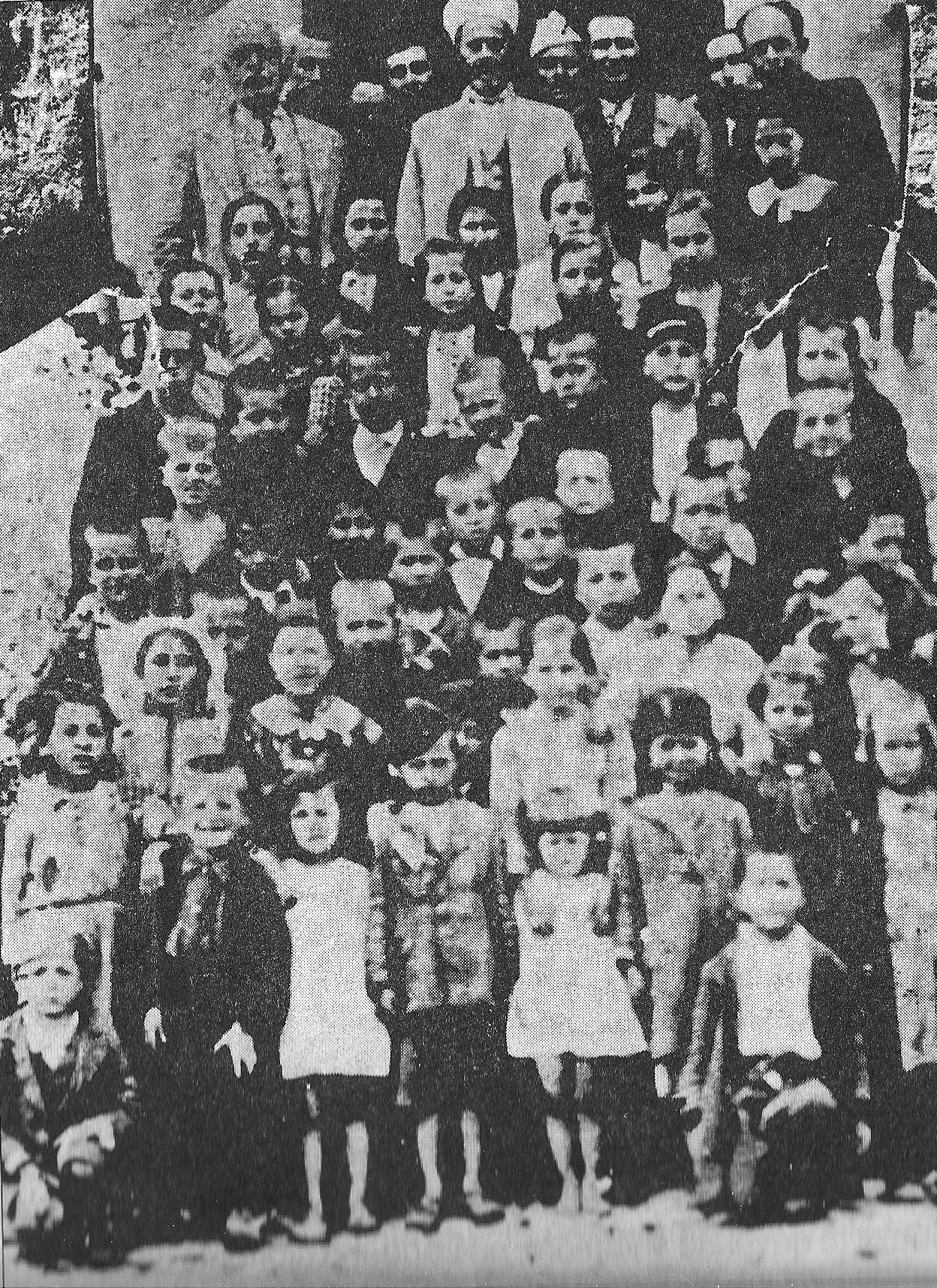
Scuola albanese di Filat nel 1942-1944

Nel Trattato di Londra del 1913 gli ambasciatori delle sei grandi potenze (Gran Bretagna, Francia, Germania, Italia, Austria-Ungheria e Russia) non riuscirono a mettersi d'accordo se l'Epiro dovesse appartenere per intero all'Albania o alla Grecia, e in caso di spartizione, sulla posizione della frontiera. Fu istituita quindi una Commissione Internazionale per la demarcazione dei confini che nell'autunno del 1913 cominciò a lavorare sul terreno per questa separazione.
Il lavoro della Commissione si concluse nel dicembre 1913, con il Protocollo di Firenze, nel quale la Ciamuria con la sua maggioranza albanese venne ceduta alla Grecia, mentre una minoranza greca rimase entro le frontiere dell'Albania.
In Ciamuria venne instaurata l'amministrazione greca e gradualmente diventava palese che gli albanesi ortodossi dovevano essere assimilati, mentre gli Albanesi musulmani allontanati. Negli anni a venire, sia durante la Prima Guerra che immediatamente dopo, sui ciamurioti musulmani fu esercitata una pressione per spingerli a lasciare il paese. Bande paramilitari, attaccavano i paesi albanesi terrorizzando la popolazione e compiendo dei veri crimini di guerra; centinaia di uomini venivano deportati nelle isole dell'Egeo.
Grandi proprietà terriere furono espropriate durante la riforma agraria dietro un minimo risarcimento, quando veniva concesso, e gli ex-proprietari, famiglie agiate musulmane albanesi, non avevano spesso altra scelta tranne quella di emigrare.

### Primo dopoguerra
La prima guerra mondiale fu seguita della Guerra greco-turca (1919-1922). Conseguenza di questo conflitto fu lo scambio reciproco delle popolazioni, secondo il Trattato di Losanna del 30 gennaio 1923. I cristiani ortodossi dell'Anatolia (circa 1,25 milioni) dovevano essere espulsi e reinsediati in Grecia, mentre i musulmani che vivevano in Grecia (circa mezzo milione) in Turchia. Furono esentati dallo scambio i greci di Costantinopoli e i turchi della Tracia occidentale. Gli albanesi musulmani della Ciamuria non vennero menzionati nel Trattato, tuttavia l'ansia montò nella regione; essi furono inizialmente inseriti nello scambio e dopo le pressioni da varie parti il governo greco presieduto da Theodoros Pangalos dichiarò l'esenzione degli albanesi musulmani dallo scambio di popolazione.
I 5000 ciamurioti deportati inizialmente poterono rientrare. Una commissione mista della Società delle Nazioni, senza nessun rappresentante albanese, fu inviata nella regione per definire l'origine etnica della popolazione. Altri furono semplicemente spediti verso l'Anatolia.
La più grande diaspora ciamuriote al di fuori dell'Albania si trova oggi a Smirne, in Turchia, la cui popolazione fino al 1923 era composta, secondo varie stime, al 70-90% di greci. La situazione migliorò negli anni '30, in particolare negli ultimi anni del governo di Eleutherios Venizelos (1864-1936), mentre peggiorò drasticamente nel 1936 con l'avvento della dittatura militare di Ioannis Metaxas (1871-1941).
L'uso della lingua albanese in pubblico e in privato fu vietato, libri e giornali in albanese non vennero più tollerati. L'insegnamento dell'albanese nelle scuole della Ciamuria era stato proibito già nel 1913. Le prime scuole in albanese furono aperte solo nel 1941, dopo l'invasione e l'occupazione italiana della Grecia.

### La seconda guerra mondiale
Dopo l'invasione dell'Albania del 7 aprile 1939Mussolini rivolse lo sguardo verso la Grecia, alla quale dichiarò guerra nell'ottobre 1940. Il luogotenente italiano in Albania, Francesco Jacomoni di San Savino, cominciò a denunciare il maltrattamento della minoranza çam e a proclamare che sotto il dominio italiano la Ciamuria avrebbe potuto essere unita all'Albania. Il ministro degli esteri italiano, Conte Galeazzo Ciano, presentò la vicenda di Daut Hoxha, un ribelle ciamuriote, il cui corpo decapitato a quanto pare da agenti greci fu ritrovato alla frontiera albanese, come un casus belli, per guadagnare il supporto dei nazionalisti albanesi e per convincere Mussolini della necessità di invadere la Grecia. La propaganda italiana dell'unificazione nazionale tuttavia non destò entusiasmo da entrambi i lati della frontiera; gli italiani dovettero anzi constatare, che, per la maggioranza della popolazione su entrambi i lati della frontiera meridionale albanese l'annessione dell'Epiro o della sola Ciamuria all'Albania non era l'opzione preferita.
In Ciamuria ora iniziano ad agire due principali gruppi politici: i moderati con Musa Demi e i suoi seguaci, e i radicali, cappeggiati da Mazar Dino. Quest'ultima fazione, sfruttando il malcontento della popolazione ciamuriote e il sostegno delle truppe italiane d'occupazione, si mostrò più dinamica e riuscì a organizzarsi ancor prima dell'inizio della resistenza antifascista greca. Questo vantaggio temporale ha determinato il corso degli eventi politico-militari e il sopravvento dei radicali sui ciamurioti moderati e sulle forze antifasciste che agivano nella regione. Subito dopo l'occupazione di Paramythia i radicali crearono un consiglio provvisorio, il quale rivolge a Tirana la richiesta di annessione all'Albania. Il 17 giugno 1941 viene fondato anche il Partito Fascista Albanese della Tesprozia, che si estese in molte località ciamuriote, però non dappertutto. Gli antifascisti ciamurioti si organizzarono soprattutto nel paese di Filiates. Queste voci moderate non riuscirono però a contrapporsi con efficacia alla propaganda esercitata dai Dino, anche per una ragione semplice: visto il trattamento subito negli ultimi 27 anni, i ciamurioti erano restii ad accettare un ritorno della situazione precedente. I rapporti tra i ciamurioti musulmani e i greci e gli albanofoni ortodossi, furono ulteriormente aggravati dalle dispute sulle terre. Con il cambiamento dell'amministrazione i proprietari terrieri ciamurioti espropriati dallo Stato greco si rivalsero sui nuovi proprietari, riprendendosi i terreni o il raccolto e sottoponendoli, ortodossi grecofoni ma anche albanofoni, a soprusi e angherie. Questo fatto gettò i semi dell'insicurezza per il futuro e minò ogni idea di una futura coesistenza più di ogni altro dissidio nazionale e/o ideologico.

#### I massacri di Dino
Seguirono, durante gli anni della Seconda Guerra Mondiale, massacri e crimini commessi soprattutto dalle truppe dei Dino sugli abitanti della regione, greci o albanofoni ortodossi, però pure sugli stessi ciamurioti musulmani, e anche episodi di collaborazionismo con gli italiani prima e i tedeschi dopo. Il Fronte Nazionale Ciamuriote (Balli Kombëtar Çam) fondato da Nuri Dino poté contare pienamente sull'appoggio tedesco, in quanto si impegnò a combattere sia contro i partigiani greci che contro quelli albanesi. Particolarmente feroci sono stati gli episodi dei saccheggi e degli incendi, da parte dei collaborazionisti dei Dino, dei paesi nella piana di Fanari, dove risiedeva una maggioranza di albanofoni ortodossi (22 villaggi su 25), i quali si erano schierati con l'esercito antifascista (ELAS) greco, nonché gli atti di terrore, come la fucilazione di 49 esponenti greci di Paramythia nel settembre del 1943 ed altri omicidi attribuiti ai çam, il che contribuì ulteriormente a scavare un fossato ormai incolmabile tra gli albanofoni ortodossi e quelli musulmani.
Nella storiografia greca spesso tali massacri sono stati ascritti en bloc a tutti i ciamurioti, etichettando l'intera popolazione come collaborazionista, ignorando tutte le testimonianze sugli episodi di aiuto reciproco tra gli albanesi musulmani e la popolazione cristiana, albanofona e grecofona, nella tragica estate del 1943, quando la vallata di Fanari fu esposta al terrore della Prima Divisione Alpina tedesca Edelweiss Questa divisione, già macchiatasi di numerosi crimini di guerra contro la popolazione civile in Polonia, Albania e Grecia, compreso l'eccidio di Cefalonia in cui rimasero uccisi 5.200 militari italiani, era stata inviata nella zona per tenere aperta la strada tra Prevesa e Igumenizza, interrotta dalle azioni dei partigiani dell'ELAS. In questo punto si dovrebbe raccontare qualcosa sulle azioni in Ciamuria di questa divisione. Una parte dei ciamurioti partecipò attivamente alla resistenza antifascista, inquadrandosi in reparti di insorti, nella Ciamuria albanese (Konispol, Markat) e in quella greca, nelle file dell'ELAS, l'Esercito Popolare Greco di Liberazione (Ellinikós Laïkós Apeleftherotikós Stratós), braccio militare del Fronte di Liberazione Nazionale (EAM) di sinistra). La scissione del fronte di resistenza in Grecia tra sinistra (EAM-ELAS) e monarchici di destra (EDES), che avrebbe portato alla Guerra Civile del 1946-1949, causò l'indebolimento della posizione dei ciamurioti, i quali vennero a trovarsi divisi tra due schieramenti perdenti: da una parte i radicali dei Dino, ormai collaborazionisti e criminali di guerra, e dall'altra i ciamurioti schieratisi con la sinistra dell'EAM-ELAS, che sarebbe uscita perdente dalla guerra civile.

#### I massacri dell'EDES nel 1944-1945
Dopo il ritiro tedesco dalla Grecia, tra l'estate e l'inizio dell'autunno 1944, l'Epiro viene occupato dalle truppe del generale Napoleon Zervas (1891-1957), un comandante locale dell'EDES nazionalista. Il 27 giugno 1944 le forze di Zervas entrano a Paramythia e, per vendicare i massacri del settembre 1943, uccidono circa 600 ciamurioti musulmani – uomini, donne, bambini e anziani – in un clima di violenza, torturando e violentando molte delle vittime prima di ucciderle..
Un altro battaglione dell'EDES uccide il giorno seguente 52 albanesi a Parga, il 23 settembre 1944 viene saccheggiato il paese di Spathar, nei pressi di Filat e vengono uccise 157 persone. In questo clima di violenza l'intera popolazione ciamuriote fu costretta a fuggire oltre confine in Albania per salvare la propria vita. Tra giugno 1944 e marzo 1945 le truppe di Zervas commettono massacri e stupri sulla popolazione ciamuriote, compiendo una vera e propria pulizia etnica nella regione. Secondo le stime dell'Associazione Ciamuria a Tirana circa 2.771 albanesi musulmani della Ciamuria furono uccisi nei massacri del 1944- 1945.

### Il secondo dopoguerra
I ciamurioti espulsi dalla Grecia furono accolti in Albania, a loro venne concesso lo status di rifugiati e quindi di soggiornare nel paese, dapprima vicino alla frontiera, in modo da facilitare un loro rientro in Ciamuria, e più tardi anche nell'interno. Di essi si occupò inizialmente l'UNRRA(United Nations Relief and Rehabilitation Administration), che ha operato in Albania dal settembre 1945 alla primavera del 1947. Essa offrì aiuto di emergenza ai profughi ciamurioti nei campi profughi a Valona, Fier, Durazzo, Kavaja, Delvina e Tirana, distribuendo tende, viveri e medicine. I rifugiati vennero messi inizialmente sotto la supervisione del Comitato Antifascista degli immigrati ciamurioti, creato nel 1944 come parte del Fronte Antifascista della Liberazione Nazionale, dominato dai comunisti. Il Comitato si adoperò subito per un ritorno dei profughi nelle loro case. Molti di essi non volevano rimanere in Albania, anche per via degli sviluppi politici e dell'instaurazione di un regime stalinista. Il Comitato tenne due congressi, nel 1945 a Konispol, capoluogo ciamuriote in Albania, alla frontiera con la Grecia e l'altro a Valona, compilò dei memorandum e cercò di internazionalizzare la questione ciamuriote.
Tale questione venne sollevata pure dall'Albania nei trattati di Parigi del 1947, però gli sforzi a questo proposito risultarono vani. Nella stessa conferenza il ministro degli esteri greco, Tsaldaris, accusò l'Albania di essere un paese aggressore, al pari dell'Italia mussoliniana, della Germania e della Bulgaria e chiese l'annessione delle regioni di Argirocastro, Himara e Coriza a titolo di risarcimento di guerra.
La Gran Bretagna, interessata soprattutto al controllo del Mediterraneo e potenza protettrice di una Grecia monarchica anticomunista, sostenne le pretese greche, mentre l'integrità territoriale albanese fu difesa con decisione soprattutto dall'Unione Sovietica, Polonia e Jugoslavia. Nella Conferenza di Pace di Parigi l'Albania venne riconosciuta come vittima dell'aggressione nazifascista e partecipante nella grande guerra dei popoli europei contro il nazifascismo, le pretese annessionistiche greche furono respinte.
La questione della Ciamuria rimase però ignorata. I rifugiati ciamurioti dovettero soffrire a causa del clima incerto del periodo. In Grecia scoppiava la Guerra Civile tra i comunisti e i nazionalisti sostenuti da Gran Bretagna e Stati Uniti.
Molti degli stessi ciamurioti erano alquanto restii all'idea di dover vivere sotto un regime stalinista, come quello che iniziava a profilarsi in Albania, dove comunque i ciamurioti di ritorno erano percepiti come estranei e politicamente non affidabili, per via della provenienza da un paese nemico.
Verso l'inizio degli anni '50, a livello internazionale, la questione ciamuriote fu considerata chiusa. Ai rifugiati ciamurioti residenti in Albania fu conferita in modo obbligatorio la cittadinanza albanese, mentre altrettanto obbligatoriamente lo stato greco revocò loro in massa la cittadinanza greca, a causa del loro “collaborazionismo”. Negli anni 1953-1954 il governo greco decretò la confisca senza risarcimento dei beni dei ciamurioti, in quanto proprietà abbandonate. Già nel 1940 il governo greco aveva decretato lo stato di guerra contro Italia e Albania (all'epoca annessa all'Italia come parte del “Regno d'Italia e d'Albania”), mettendo sotto sequestro conservativo le proprietà dei cittadini di questi paesi nel territorio greco. Lo stato di guerra non è ancora stato sospeso.

## I ciamurioti oggi

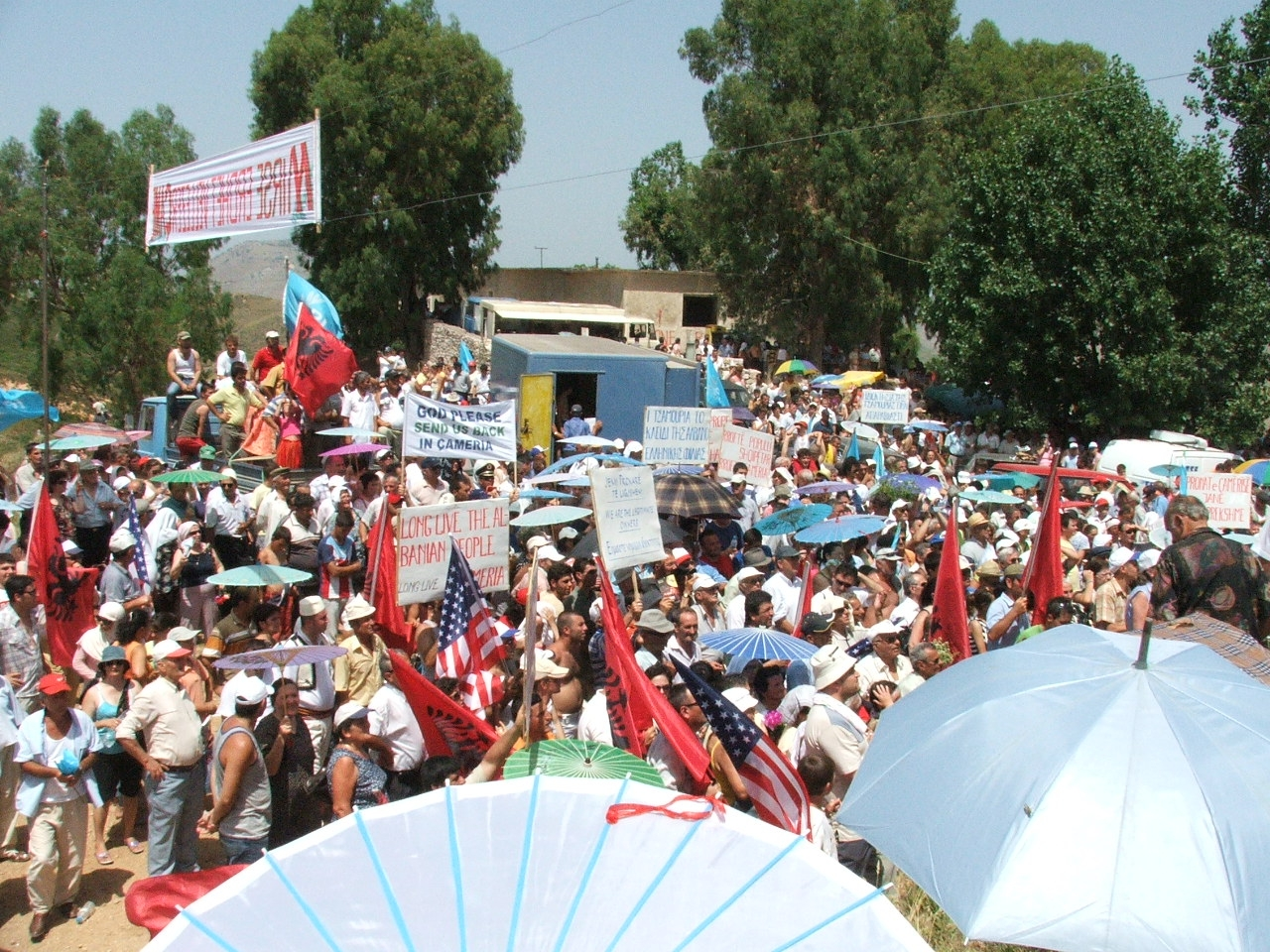
Proteste recenti per la "questione çamë"

Attualmente in Albania vive una comunità ciamuriote di almeno 250.000 persone. Essi sono rappresentati dall'Associazione Politica Nazionale Ciamuria (Shoqëria Politike Atdhetare Çamëria) fondata il 10 gennaio 1991, subito dopo la caduta della dittatura. L'associazione promuove la causa dei ciamurioti, il diritto di tornare nelle terre d'origine e di rientrare in possesso delle proprietà confiscate arbitrariamente. Come espressione politica degli interessi della comunità ciamuriote esiste sulla scena politica albanese il Partito per la Giustizia, l’Integrazione e l’Unità (Partia për Drejtësi, Integrim dhe Unitet – PDIU) che attualmente detiene 5 seggi nel parlamento albanese, unicamerale con 140 deputati.
Esiste altresì l'Istituto degli Studi sulla Ciamuria (Instituti gli Studimeve për Çamërinë), che sostiene e promuove la ricerca accademica sulla storia e la cultura dei ciamurioti.
I ciamurioti continuano ad essere spesso considerati dalla Grecia collaborazionisti e criminali di guerra, ai quali è vietato l'ingresso nel territorio dello Stato greco per motivi di ordine pubblico. Un derivato della questione ciamuriote è l'esistenza, ancora oggi, di uno stato di guerra tra Grecia e Albania, proclamato all'indomani dell'invasione italiana in Grecia e mai ufficialmente revocato dal parlamento greco (non esiste nessuna situazione del genere tra Grecia e Italia). L'Albania è stata infatti considerata paese aggressore: in effetti, il governo collaborazionista albanese, durante la Seconda Guerra Mondiale, dichiarò guerra a tutti i paesi ai quali l'Italia fascista aveva dichiarato guerra; tuttavia il paese era stato, nel 1940, occupato militarmente e annesso al Regno d'Italia (Regno d'Italia e d'Albania): quindi, non essendo più soggetto autonomo di diritto internazionale, la dichiarazione di guerra del governo di Tirana dovrebbe essere considerata nulla dal punto di vista giuridico e difatti nella Conferenza di Pace di Parigi nessun altro paese sollevò obiezioni in proposito. I rapporti diplomatici tra Grecia e Albania sono ripresi solo all'inizio degli anni '70; negli anni '80, con il profilarsi del fallimento politico ed economico del regime albanese, ci fu un'apertura diplomatica di rilievo verso la Grecia, nell'ambito della quale il governo di Andreas Papandreou sospese per decreto lo stato di guerra tra i due paesi che comunque è rimasto formalmente in vigore. Con le Elezioni parlamentari in Albania del 1996, gli albanesi, hanno visto la vittoria del Partito Democratico d'Albania di Aleksandër Meksi, che è stato confermato Primo Ministro. Dopo questa svolta fu firmato un Trattato di Amicizia e di Collaborazione tra la Grecia e l'Albania, il quale esclude ogni sorta di problema tra i firmatari.
Anche se nel 2008, l'Albania è diventata membro a pieno titolo della NATO, il decreto dello stato di guerra non è stato revocato. Per farlo sarebbe necessaria una decisione del Parlamento greco, decisione che dagli anni '80 non viene mai messa all'ordine del giorno. Tale decreto è l'ostacolo principale per la restituzione delle proprietà ai legittimi proprietari ciamurioti o ai loro eredi e per il rientro nel paese d'origine di chi volesse scegliere tale opzione. I diplomatici greci ammettono il paradosso, giustificandolo però con ragioni economiche: una volta abrogata la legge di guerra dal parlamento decadrebbe l'ostacolo formale alle domande di risarcimento o restituzione dei beni immobili; risarcire i legittimi proprietari con gli interessi maturati nel frattempo è un onere che eccede di gran lunga le disponibilità delle disastrate finanze greche. In più si creerebbe un precedente per i Macedoni dell'Egeo, espulsi alla fine della Guerra Civile in Grecia, le cui richieste di risarcimento supererebbero di gran lunga le pretese della comunità ciamuriote. 
La Grecia invita formalmente tutti i cittadini albanesi che hanno dispute di proprietà con lo Stato greco a rivolgersi alla Corte europea dei diritti dell'uomo con sede a Strasburgo; tale Corte però non ha giurisdizione su casi antecedenti alla data della sua fondazione (1959), per cui allo stato attuale non è possibile nessuna trattativa.